# Great Sitkin Island
Great Sitkin Island ist eine kleine Insel im Norden der Andreanof Islands, einer Inselgruppe im Südwesten der Aleuten.
Die zum US-Bundesstaat Alaska zählende unbewohnte Insel hat eine Landfläche von 245 km², ist 19 km lang und knapp 13 km breit. Der Nordteil von Great Sitkin Island wird vom 1740 m hohen aktiven Stratovulkan Great Sitkin beherrscht, der am 26. Mai 2021 zuletzt eruptierte.

## Zwischenfälle
- Am 24. September 1959 wurde eine Douglas DC-4/C-54B-1-DC der US-amerikanischen Reeve Aleutian Airways (N63396) 42 Kilometer ostnordöstlich des Zielflughafens Adak (Alaska, USA) in einen Berg geflogen. Die Piloten waren zum Flug nach Sichtflugregeln übergegangen, obwohl sie oberhalb einer geschlossenen Wolkendecke flogen. Das Flugzeug kollidierte auf Great Sitkin Island in 2100 Fuß (640 Metern) Höhe mit einem Berg. Bei diesem CFIT (Controlled flight into terrain) wurden alle 16 Insassen getötet, fünf Besatzungsmitglieder und 11 Passagiere.[2]

- Am 11. Dezember 1973 wurde eine Douglas DC-6/R6D-1 der US Navy (Bu 131615) 65 Kilometer nordöstlich des Zielflughafens Adak (Alaska, USA) in einer Höhe von 4700 Fuß (1430 Metern) gegen einen Berg auf Great Sitkin Island geflogen. Durch diesen CFIT (Controlled flight into terrain) wurden alle 10 Insassen getötet.[3]